# Ruben Sommaruga

Ruben Sommaruga

Ruben Sommaruga (nacido en 1962) es un limnólogo uruguayo/austriaco y profesor universitario en el Instituto de Ecología de la Universidad de Innsbruck, Austria, donde se desempeñó como director entre 2012 y 2020.

## Primeros años y educación
Ruben Sommaruga nació en Montevideo, Uruguay, donde recibió su educación temprana. Asistió a la Universidad de la República en Uruguay, donde obtuvo el título de licenciado en Oceanografía Biológica. Posteriormente se trasladó a Austria para realizar estudios de postgrado donde obtuvo una maestría en Zoología y en 1993 un doctorado en Ciencias Naturales de la Universidad de Innsbruck, con especialización en Limnología y Ecología Microbiana. 
Posteriormente, realizó estancias postdoctorales en diversas instituciones, entre ellas el Instituto de Ciencias Ecológicas de la Universidad de Chile, el Centro de Investigación de Alta Montaña de España, el Istituto di Idrobiologia Pallanza de Italia y el antiguo Instituto de Zoología y Limnología de la Universidad de Innsbruck. En 1998 se habilitó (venia docendi) en Limnología en la Universidad de Innsbruck. 

## Carrera científica
Sommaruga comenzó su carrera de investigación estudiando lagos hipertróficos  y lagunas costeras, pero más tarde se concentró en el estudio de lagos de alta montaña o alpinos. Aunque sus estudios se centraron principalmente en los lagos de los Alpes, también abarcaron ecosistemas más allá del tradicional "cinturón científico templado del norte", incluidos aquellos en el Altiplano Andino (Chile), el Himalaya (Nepal e India) y las montañas Bale (Etiopía).
Durante las últimas tres décadas, sus objetivos de investigación a largo plazo se han concentrado a comprender cómo los organismos se adaptan a las duras condiciones ambientales típicas de los ecosistemas de alta montaña y cómo los procesos lacustres se ven influenciados por diversos cambios globales. Ha estudiado la ecología de los lagos de alta montaña, incluidos aquellos afectados por el retroceso de los glaciares, combinando métodos de limnología, microbiología, ecología y ciencias ambientales para analizar interacciones ecológicas complejas. Su investigación cubre un amplio espectro de temas, desde la ecología microbiana y los efectos del cambio climático en los ecosistemas acuáticos hasta la limnología física y la fotobiología. Estos estudios han dado lugar a más de 160 contribuciones científicas internacionales, incluidas publicaciones en revistas como Nature  y PNAS.
Sommaruga ha sido científico visitante en varios institutos, entre ellos el Instituto Scripps de Oceanografía, EAWAG en Kastanienbaum y más recientemente el Centro Nacional de Investigación Polar y Oceánica en Goa. Ha participado en múltiples expediciones, incluidas a Nepal, Etiopía y Groenlandia.

## Premios y Honores
- 1991,1992: Premio Tonolli de la Societas Internationalis Limnologiae ( Sociedad Internacional de Limnología, SIL ).[10]
- 2000: Reconocimiento Internacional a la Excelencia Profesional en Ecología Limnética del Instituto Internacional de Ecología (ECI), Alemania.[11]
- 2007: Premio de Ciencias del Principado de Liechtenstein.[12]
- 2008–2020: Miembro del Consejo Científico del Fondo Austriaco para la Ciencia (FWF).[2]
- 2011–2014: Miembro del claustro de 1000 profesores.[13]
- 2017: Miembro electo de la Asociación para las Ciencias de la Limnología y la Oceanografía (ASLO).[14]
- 2022: Miembro electo de la Academia de Ciencias Europea  por sus destacadas contribuciones a la ciencia y la tecnología.[15]
- 2024: Ubicado entre el 3% superior de científicos a nivel mundial en el ranking científico de la Universidad de Stanford (ID del índice científico AD: 1399907) y entre el 10% superior a nivel mundial en Ecología y Evolución.[16][17]
- 2024: Ganador del Premio Baldi Memorial de la Sociedad Internacional de Limnología.[18]